# 콜 노스사이드 777
콜 노스사이드 777(Call Northside 777)은 미국에서 제작된 헨리 헤서웨이 감독의 1948년 영화이다. 제임스 스튜어트 등이 주연으로 출연하였고 오토 랭 등이 제작에 참여하였다.

## 출연

### 주연
- 제임스 스튜어트
- 리처드 콘트

### 조연
- 리J.콥
- 베티 가드
- 하워드 스미스

## 제작진
- 미술: 마크-리 커크
- 미술: 라일 R. 휠러
- 의상: 케이 넬슨

### Streaming audio
- Call Northside 777 on Screen Guild Theater: October 7, 1948
- Call Northside 777 on Hollywood Sound Stage: December 27, 1951